# きただりょうま
きただ りょうま（8月14日 - ）は、日本の漫画家。埼玉県入間市出身。埼玉県立川越高等学校、早稲田大学基幹理工学部出身。

## 略歴
- 2013年、『放課後デッドライン』で、ジャンプスクエアクラウン新人漫画賞で佳作を受賞。同年、『ジャンプSQ.19』Vol.9にて読み切り『みゅうたんと!』で一般誌デビュー。
- 2014年、『ジャンプスクエア』にて、『μ&i みゅうあんどあい』で一般誌での連載デビュー。

## 作品リスト

### 漫画作品
- 『μ&i みゅうあんどあい』集英社〈ジャンプ コミックス〉全6巻（『ジャンプスクエア』2014年6月号 - 2016年4月号）
- 『ド級編隊エグゼロス』集英社〈ジャンプ コミックス〉全12巻（『ジャンプスクエア』2017年6月号[2] - 2021年3月号[3]）
- 『心にやさしい単行本〜即オチ2コマ劇場〜』KADOKAWA〈電撃コミックスEX〉、2021年5月27日発売[4][5]、ISBN 978-4-04-913858-0（SNSで発表された「心にやさしいシリーズ」の書籍化[6]）
- 『見知らぬ女子高生に監禁された漫画家の話』KADOKAWA〈角川コミックス・エース〉既刊2巻（『少年エースplus』2021年9月3日 - ）
  1. 2022年2月26日発売[7][8]、ISBN 978-4-04-112283-9
  2. 2022年8月26日発売[9]、ISBN 978-4-04-112895-4
- 『ユメオチ〜ユメで僕らは恋にオチる〜』集英社〈ジャンプ コミックス〉全4巻（『少年ジャンプ+』2023年2月5日[10] - 10月29日[11]）
  1. 2023年6月2日発売[12][13]、ISBN 978-4-08-883580-8
  2. 2023年9月4日発売[14]、ISBN 978-4-08-883661-4
  3. 2023年10月4日発売[15]、ISBN 978-4-08-883727-7
  4. 2023年11月2日発売[16]、ISBN 978-4-08-883738-3
- 『魁の花巫女』講談社〈KCデラックス〉既刊4巻（『マガジンポケット』2024年7月22日[17] - 連載中）
  1. 2024年10月8日発売[18][19]、ISBN 978-4-06-537191-6
  2. 2025年1月8日発売[20]、ISBN 978-4-06-538052-9
  3. 2025年4月9日発売[21]、ISBN 978-4-06-539046-7
  4. 2025年6月9日発売[22]、ISBN 978-4-06-539751-0

### その他
- 暗殺拳はチートに含まれますか？（著：渡葉たびびと、KADOKAWA、富士見ファンタジア文庫、2017年）イラスト
- 最強カップルのイチャイチャVRMMOライフ（著：紙城境介、集英社、ダッシュエックス文庫、2019年）イラスト

## 関連人物
佐伯俊
師匠。